# 巴敌亚
巴敌亚（Tomás Badía, O.P.，1807年—1844年9月1日）西班牙多明我会会士、天主教福建宗座代牧区的助理主教（1842-1844年）。在中国传教10年（1834-1844）。
1807年，巴敌亚出生於西班牙巴塞羅那附近的圣菲略‧撒赛拉San Feliu de Saserra。1833年受差遣带领十九位传教士前往远东传教，抵达菲律宾马尼拉。
1834年，巴敌亚受差遣前往中国。1842年1月9日（42岁），林查拉神父晋升为天主教福建宗座代牧区的助理主教，领 Isaura 主教衔，1843年2月26日在新加坡举行祝圣仪式。他被称为“美德的典范，真正的圣者”。
1844年9月1日，巴敌亚在澳门去世，年仅37岁。葬于澳门圣道明堂（俗称「板樟堂」）祭坛中央。